# Ferdinando Lopez Fonseca
Ferdinando Lopez Fonseca, nome completo Ferdinando Fonseca Lopes di Leone d'Henriquez Chavez Pimentel (Potenza, 1822 – Firenze, 1886), è stato un patriota e politico italiano.

## Biografia
Nato da Antonio ed Emilia Cortese (cugina del politico Paolo), nel 1844 istituì in Basilicata un sotto comitato liberale, che comprendeva anche Emanuele Viggiani, Pasquale Amodio e Diodato Sansone. La creazione di tale comitato indusse Francesco Benso, duca della Verdura e intendente della provincia di Basilicata, ad emettere un mandato di arresto, costringendo Lopez Fonseca a rifugiarsi a Rionero, nella casa dei suoi parenti Fortunato.
Il 4 gennaio 1848 andò a Sarno per organizzare i moti del Cilento, guidati da Costabile Carducci. Si arruolò come volontario per partecipare alla prima guerra d'indipendenza, con il grado di tenente nella compagnia comandata da Enrico Poerio. Fu ferito al fegato durante la battaglia di Curtatone e Montanara e, fatto prigioniero, venne deportato a Theresienstadt ma, grazie all'armistizio di Salasco, venne liberato.
Tornato a Napoli, divenne primo aiuto presso la regia università, insegnando geologia applicata all'ingegneria ma venne destituito dal primo ministro Ferdinando Troya. Temendo l'arresto, nel 1851 chiese il passaporto per emigrare e, davanti al diniego del Commissario, riuscì ad ottenerlo dal nuovo primo ministro (nonché parente) Giustino Fortunato. Emigrò a Firenze, dove riprese ad insegnare ingegneria e, con l'unità d'Italia, fu eletto parlamentare per il collegio di Acerenza, sedendo al centro. Nella sua abitazione fiorentina, morì Carlo Poerio nel 1867. Lopez Fonseca si spense a Firenze nel 1886.

## Opere
- Geologia della Isola d'Ischia (1870)
- Bella condizione agricola della Pianosa e delle colonie agricole penali in Italia (1880)